# Яр Третяків
Яр Третяків (рос. Яр Третьяков) — балка (річка) в Україні у Біловодському районі Луганської області. Права притока річки Деркулу (басейн Азовського моря).

## Опис
Довжина балки приблизно 14,73 км, найкоротша відстань між витоком і гирлом — 10,64 км, коефіцієнт звивистості річки — 1,39. Формується багатьма балками та загатами. На деяких ділянках балка пересихає.

## Розташування
Бере початок на північно-східній стороні від села Тернове. Спочатку тече переважно на північний схід через північно-західну частину села Третяківки. Далі тече переважно на південний схід і на південно-західній околиці села Данилівки впадає в річку Деркул, ліву притоку Сіверського Дінця.

## Цікаві факти
- На лівому березі балки на східній стороні на відстані приблизно 2,02 км через село Данилівку пролягає автошлях Т 1314[2](автомобільний шлях територіального значення в Луганській області. Проходить територією Марківського, Біловодського та Станично-Луганського районів через Просяне (пункт контролю) — Марківку — Біловодськ — Широкий. Загальна довжина — 93,8 км).
- У минулому столітті у селі Третяківка на балці існувало 2 газгольдери та 2 газові свердловини[3].